# Alaksandr Baszmakou
Alaksandr Baszmakou, biał. Аляксандр Башмакоў, ros. Александр Николаевич Башмаков, Aleksandr Nikołajewicz Baszmakow (ur. 18 maja 1950 w Homlu, Białoruska SRR) – białoruski piłkarz, grający na pozycji pomocnika, trener piłkarski.

## Kariera piłkarska

### Kariera klubowa
Występował w klubach Sputnik Mińsk, Szyńnik Bobrujsk, Torpedo Żodino i Mietałurh Maładzieczna.

## Kariera trenerska
Karierę szkoleniowca rozpoczął w 1984 roku. Do 1992 pracował jako trener piłki nożnej w Młodzieżowej Szkole Specjalistycznej Rezerwy Olimpijskiej nr 5 w Homlu. W latach 1993–1994 prowadził Dniapro Mohylew. Od 1994 do 2001 pracował z juniorską, młodzieżową i pierwszą reprezentacjami Białorusi na różnych stanowiskach. W 2001 prowadził Lakamatyu Mińsk. Od 2002–2003 pomagał trenować, a w 2003–2004 kierował Tarpeda-SKA Mińsk. W 2005 roku stał na czele Dynama Mińsk, z którym zajął drugie miejsce, jednak Zarząd Klubu został niezadowolony z wyniku i zwolnił trenera. W 2009 trenował Torpedo-ZIŁ Moskwa. Potem pomagał trenować kluby BATE Borysów i Rubin Kazań.

## Sukcesy i odznaczenia

### Sukcesy trenerskie
- wicemistrz Białorusi: 2005
- mistrz Pierwszej Ligi Białorusi: 2001